# 赵燕翼
赵燕翼（？—2011年），男，甘肃古浪人，中国儿童文学作家。

## 生平
1927年2月（一说1928年1月）生于甘肃古浪县黄羊川。曾祖父是清朝的九品典史小官。1927年5月，古浪发生大地震，全家人随父亲迁居农村，靠耕耘祖遗百亩贫瘠山地为生。
抗日战争爆发后，赵燕翼勉强读完小学后投笔从戎，被分配到山丹军马场。抗战胜利后，赵燕翼来到兰州，开始从事文学创作活动。1947年发表了他的第一篇小说《地震》。同时还在兰州各报刊发表木刻作品。1960年，他创作的童话故事《五个女儿》还受到了茅盾的赞赏。
文化大革命期间，赵燕翼被下放到甘肃礼县的农村进行劳动改造。他自费购置了一套钉鞋工具和一小箱常用中药，代替文学创作，为贫下中农服务。
2011年4月17日20时18分在兰州去世，享年85岁。遗体告别仪式于21日上午8时15分在兰州华林山殡仪馆追念堂举行。骨灰安放于兰州卧龙岗公墓。

## 作品
赵燕翼是汉族作家，但在他近40年的创作生涯里，笔下出现的却大多是西北高原上少数民族的人物风情。他塑造了热烈动人的藏族牧女桑金兰错的形象（《桑金兰错》），以及机智幽默的老官布（《老官布小传》）。
他的著作主要有：短中篇小说集《草原新传奇》、《冬布拉之歌》、《驼铃和鹰笛》、《远方少年》等；童话故事集《金瓜和银豆》、《花木碗的故事》、《白羽飞衣》、《乌鸦女孩》以及《赵燕翼儿童文学文集》（全五卷）、散文集《我从黄土高坡走来》等。多篇作品被译为英、日、法、俄、越南等外文出版。长篇小说《阿尔太·哈里》获全国第二届少儿文艺创作奖，童话《小燕子和它的三邻居》获全国首届优秀儿童文学奖。

## 社会任职
曾任甘肃省文学艺术界联合会副主席。1977年当选为第四届甘肃省政协常委。从1983年起，改选为甘肃省人大常委会第六、七、八届常委。从1987年起，当选为中国民主同盟第五、六、七届中央委员。1993年当选为第八届全国政协委员。